# Mosaic de selva i sabana de la conca del llac Victòria
El mosaic de selva i sabana de la conca del llac Victòria és una ecoregió de l'ecozona afrotropical, definida per Fons Mundial per la Natura, situada al nord i a l'oest del llac Victòria.

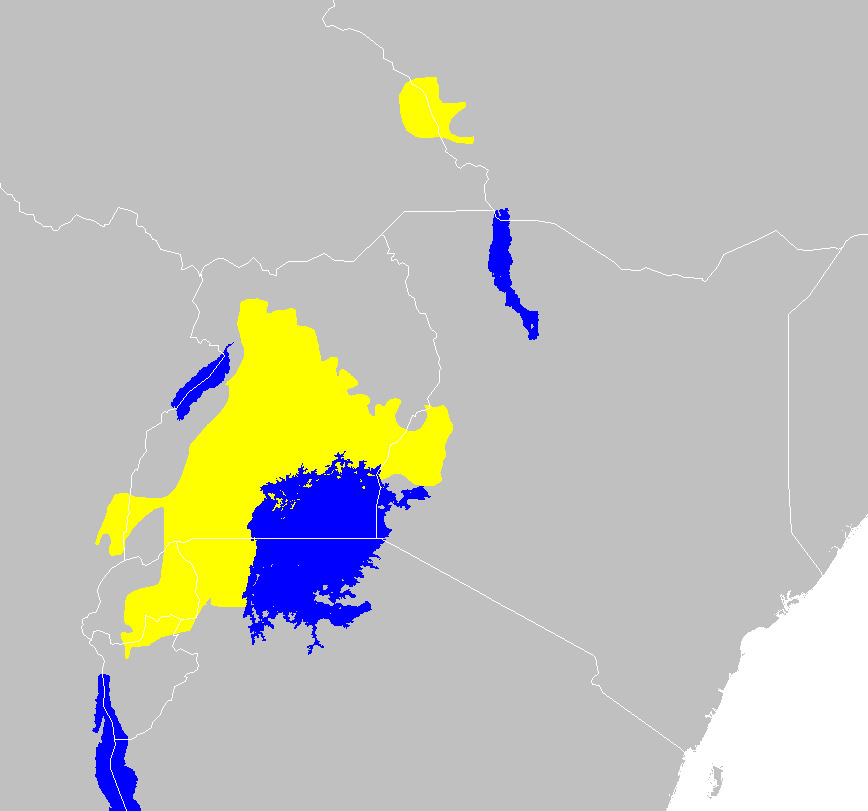
Mapa de la superfície de l'ecoregió Mosaic de selva i sabana de la conca del llac Victòria, en groc.

## Descripció
És una ecoregió de sabana que ocupa 165.800 quilòmetres quadrats en una franja que envolta el llac Victòria pel nord i l'oest, des de l'oest de Kenya, passant pel centre d'Uganda, l'est de la República Democràtica del Congo, el nord-oest de Tanzània i l'est de Ruanda, fins al nord-est de Burundi. Limita al nord amb la sabana sudanesa oriental, al nord-est amb la sabana arbustiva de Kenya, a l'est amb la selva montana d'Àfrica oriental i la sabana arbustiva de Tanzània, al sud amb elsboscos de miombo del Zambeze Central i a l'oest amb la selva montana de la falla Albertina.
A més, pertany també a l'ecoregió un enclavament situat al nord-est, a la frontera entre Sudan del Sud i Etiòpia, envoltat per la sabana sudanesa oriental al nord i a l'oest, la selva montana d'Etiòpia a l'est, la sabana arbustiva de Somàlia al sud-est i la sabana arbustiva de Kenya al sud.

## Fauna
Abundant en tots els sentits: grans mamífers (hipopòtams i búfals), rèptils, com cocodrils, i peixos com els coneguts cíclids.

## Estat de conservació
En perill crític.